# 休氏白喉林莺

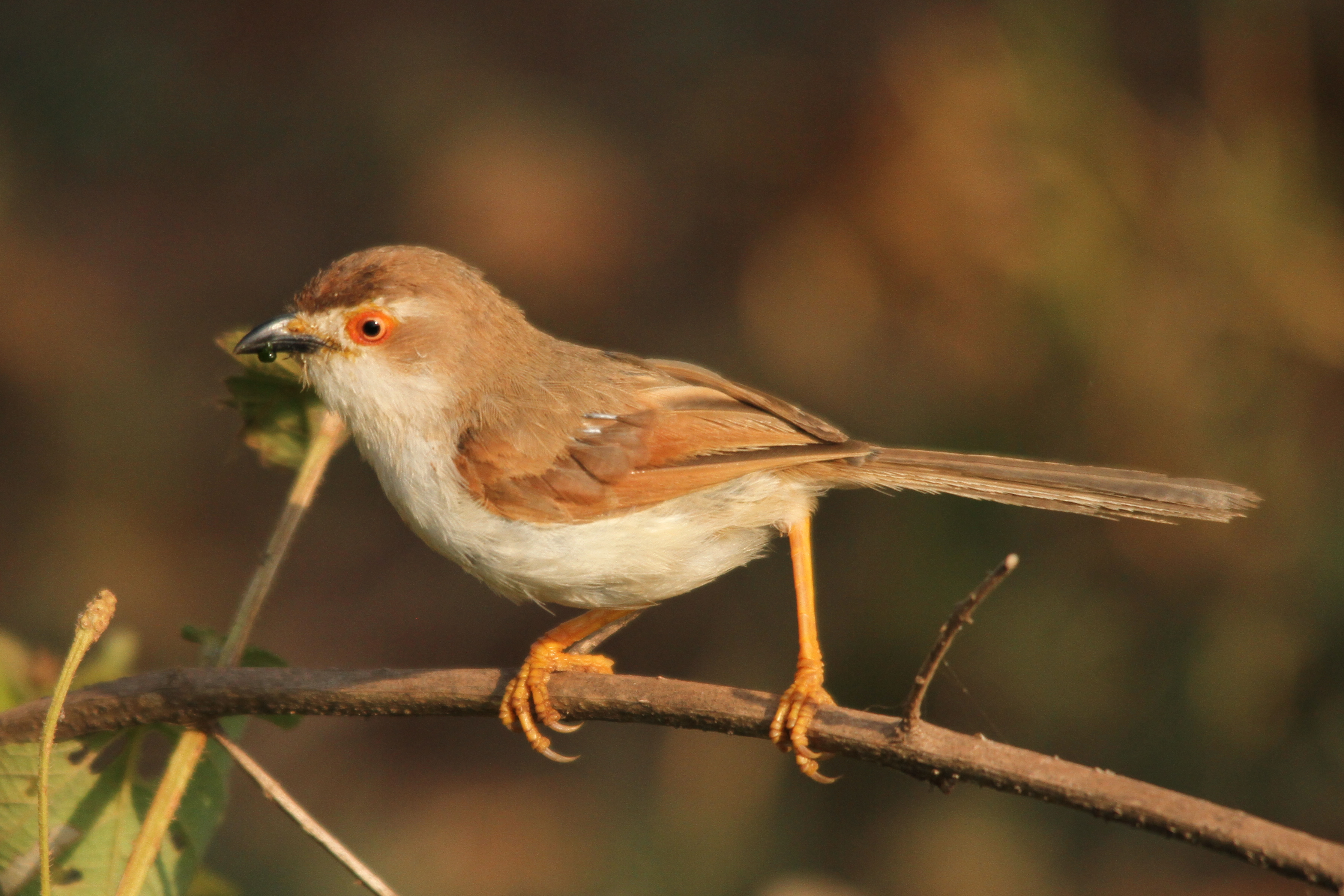
来自印度的黄眼鸟

，是雀形目莺鹛科的一种鸟类，原为白喉林莺的亚种，现为单独的物种。